# Fallout 2
Fallout 2 is een computerrollenspel ontwikkeld door Black Isle Studios en uitgegeven door Interplay Entertainment op 30 september 1998.
Het spel is de tweede titel in de Fallout-serie en verscheen een jaar na Fallout.

## Spel
De speler bestuurt een afstammeling van het karakter uit het eerste deel, die wordt aangeduid als "de uitgekozene". Zijn geboortedorp Arroyo lijdt in het jaar 2241 aan een langdurige droogte. De dorpsoudsten geven hem de opdracht om een zogenaamde G.E.C.K. te vinden (Garden of Eden Creation Kit). Er wordt gezegd dat deze het land weer in een bloeiende oase kan veranderen.
Wanneer de uitgekozene terugkeert met de uitrusting van Vault 13 komt hij erachter dat de Enclave, die zich als regeringsopvolger van de Verenigde Staten beschouwd, het dorp met brute overheersing is binnengevallen. De uitgekozene moet nu een directe confrontatie aangaan met de Enclave.
De omvang van het spel is groots en er zijn veel nieuwe wapens en voorwerpen toegevoegd. Het humoristische en parodieuze aspect wordt in dit deel meer benadrukt, zoals verwijzingen naar hedendaagse popcultuur en verborgen grappen.

## Gameplay
Fallout 2 is een open wereld rollenspel waarin de speler vrij kan rondbewegen totdat hij in gevecht met een tegenstander raakt. Het gevecht geeft een aantal actiepunten waarmee kan worden bewogen, gevuurd, controle van uitrusting, herladen, enzovoort. Met gevechten en het voltooien van taken krijgt de speler ervaringspunten die gebruikt kunnen worden om het karakter te opwaarderen.
De gameplay bestaat uit reizen en interactie met lokale bewoners om taken te voltooien. De acties van de speler bepalen welk verhaal of uitdagingen er volgen.

## Ontvangst
Fallout 2 heeft op aggregatiewebsite Metacritic een score van 86/100. Het spel werd geprezen om de gameplay, verhaallijn en volwaardigheid als vervolgdeel. Kritiek was er op de vele bugs en gebrek aan verbetering ten opzichte van het vorige deel.